# Orsenigo (torrente)
Il torrente Orsenigo è un corso d'acqua nel Comune di Albosaggia, nasce alla sorgente Fontanina (910 s.l.m.) ed è l'81° affluente di sinistra dell'Adda. Altre quattro sorgenti sono presenti lungo il percorso dell'Orsenigo:
- Giugni (790 m s.l.m.)
- Gandola (750 m s.l.m.)
- Bald Est (560 m s.l.m.)
- Bald Ovest (550 m s..l.m.)

La sorgente Giugni fornisce l'acqua al comune di Faedo Valtellino.
Sull'Orsenigo sono presenti due captazioni private e, in località Moia, una fontana con lavatoio sul lato sinistro del torrente.